# Cornelis de Waard
Cornelis de Waard (né le 19 août 1879 à Bergen op Zoom, mort à Flessingue le 6 mai 1963) est un historien néerlandais spécialiste des sciences du XVIIe siècle. Il découvrit et publia plusieurs écrits originaux de savants de cette période, notamment des lettres du père Mersenne et surtout le journal de Beeckman. Il assista Étienne Gilson dans la préparation de son édition du Discours de la méthode de René Descartes.

## Œuvres

### Essais
- De uitvinding der verrekijkers (la découverte du télescope, 1906)
- L'expédition de Cornelis Evertsen le Jeune
- L'expérience barométrique, ses antécédents et ses explications. Étude historique (1936), Imprimerie Nouvelle, Thouars, 198 p.

### Éditions critiques
- (en coll. avec Paul Tannery et Charles Henry) Œuvres de Fermat (1891-1922, 5 vol.), Paris.
- (avec la collab. de Mme Tannery et René Pintard) Correspondance du P. Marin Mersenne, religieux minime (1932-1988), Presses universitaires de France, XVII volumes
- Journal tenu par Isaac Beeckman de 1604 à 1634 (1939-1953, 4 vol.), éd. Martinus Nijhoft, La Haye.